# 托特莫斯
托特莫斯是德国巴登-符腾堡州的一个市镇。总面积28.09平方公里，总人口1933人，其中男性928人，女性1005人（2011年12月31日），人口密度69人/平方公里。